# Raoul I. de Coucy
Raoul I. de Coucy (* nach 1142; † November 1191 vor Akkon) war ein Herr (Sire) von Coucy, Marle, Vervins, Pinon, Crépy, Crécy und La Fère.

## Leben
Raoul war ein Sohn von Enguerrand II. († vor 1147) und dessen Ehefrau, Agnes de Beaugency. Er unterstützte 1181 König Philipp II. von Frankreich bei dessen Auseinandersetzung mit Graf Philipp I. von Flandern. Er nahm mit seinem Onkel, Robert de Boves, am dritten Kreuzzug teil, wo beide bei der Belagerung von Akkon starben. Bestattet wurde Raoul im Kloster Foigny.
In erster Ehe (um 1164) war Raoul verheiratet mit Agnes von Hennegau, Tochter von Graf Balduin IV. von Hennegau. Mit ihr hatte er drei Kinder:
- Yolande (* um 1164; † 18. März 1222), ⚭ Graf Robert II. von Dreux
- Isabella, ⚭ (1) Graf Raoul I. von Roucy, ⚭ (2) Graf Heinrich III. von Grandpré
- Ada

Seine zweite Frau war Alix von Dreux († um 1217), Tochter von Graf Robert I. von Dreux. Ihre Kinder waren:
- Enguerrand III. der Große († um 1242), Sire von Coucy und Marle
- Thomas († 1252/53), Sire von Vervins
- Robert († um 1234), Sire von Pinon
- Raoul
- Agnes († 1214 oder später), ⚭ Gilles de Beaumetz

Siehe auch Haus Boves

## Legende
Raoul wird oft als der Châtelain de Coucy identifiziert, der als Trouvère berühmt wurde. Besonders wird mit ihm dabei jene Legende verbunden, laut der er im Sterben liegend seinem Knappen aufgetragen habe, sein Herz in einer silbernen Kapsel zu seiner Geliebten Gabrielle zu bringen. Deren Ehemann missfiel dies und er zwang sie das Herz zu essen, worauf sie sich freiwillig zu Tode hungerte.
Pierre Laurent de Belloy verarbeitete diesen Stoff 1770 in der Tragödie Gabrielle de Vergy, nach der Gaetano Donizetti 1826 eine Oper komponierte.
Wahrscheinlicher aber war der tatsächliche Châtelain de Coucy ein Neffe von Raoul.